# Bermudapärluggla
Bermudapärluggla (Aegolius gradyi) är en utdöd fågel i familjen ugglor inom ordningen ugglefåglar som tidigare förekom på Bermuda. Den är känd från subfossila lämningar och dog troligen ut i början av 1600-talet.